# Parti communiste politico-militaire
Le Parti communiste politico-militaire (italien : Partito comunista politico-militare PCpm) est une petite organisation communiste italienne déclarée publiquement le 12 février 2007. L'organisation se déclare idéologiquement proche de l'Unione dei Comunisti Combattenti, une scission de 1984 des Brigate rosse per la costruzione del Partito comunista combattente. Le PCpm diffuse en 2002-2003 un journal clandestin, L'Aurora – Per la Costruzione del Partito Comunista Politico-Militare (4 numéros).

## Histoire

### Arrestations
Ci-dessous une liste par ordre de rang des membres présumés de l'organisation en détention judiciaire :
- Alfredo Davanzo, 49 ans, probablement leader du groupe, se considère comme prisonnier politique.
- Claudio Latino, 49 ans, présenté comme le chef de la cellule à Milan, se considère prisonnier politique.
  - Amarilli Caprio, 26 ans, un leader syndical et un étudiant inscrit à la faculté de sciences politiques à l'Université de Milan avec la tâche de recruter dans les universités.
  - Alfredo Mazzamauro, 21 ans, étudiant inscrit à la faculté de sciences politiques à l'Université de Milan avec la tâche de recruter dans les universités.

- Vincenzo Sisi, 53 ans, présenté comme le chef de la cellule à Turin, se considère comme prisonnier politique.
  - Salvatore Scivoli, 54 ans.

- Davide Bortolato, 36 ans, présenté comme le chef de la cellule de Padoue. 
  - Valentino Rossin, 35 ans, employé de la poste, syndicaliste.
  - Federico Salotto, 22 ans, ouvrier.
  - Andrea Scantamburlo, 42 ans, syndicaliste.
  - Alessandro Toschi, 24 ans, ouvrier.
  - Massimiliano Toschi, 26 ans, ouvrier.

- Bruno Ghirardi, 50 ans, ancien syndicaliste.
- Massimiliano Gaeta, 31 ans, informaticien de l'organisation.
- Davide Rotondi, 45 ans.

## Sources

### Police d'État italienne
- (it) « Antiterrorismo : 15 arresti per associazione sovversiva », nouvelle du 15 février 2007
- [PDF] (it) « « Approfondimento sul gruppo eversivo », dossier sur le PCpm »(Archive.org • Wikiwix • Archive.is • Google • Que faire ?)
- (it) « Blitz antiterrorismo a Padova, due arresti », nouvelle du 6 juillet 2007
- (it) « I giorni dell’orgoglio », article de la Poliziamoderna, mai 2008

### Autres sources
- PCP-M - La révolution est nécessaire, la révolution est possible - traduction en français